# Geoff Brown

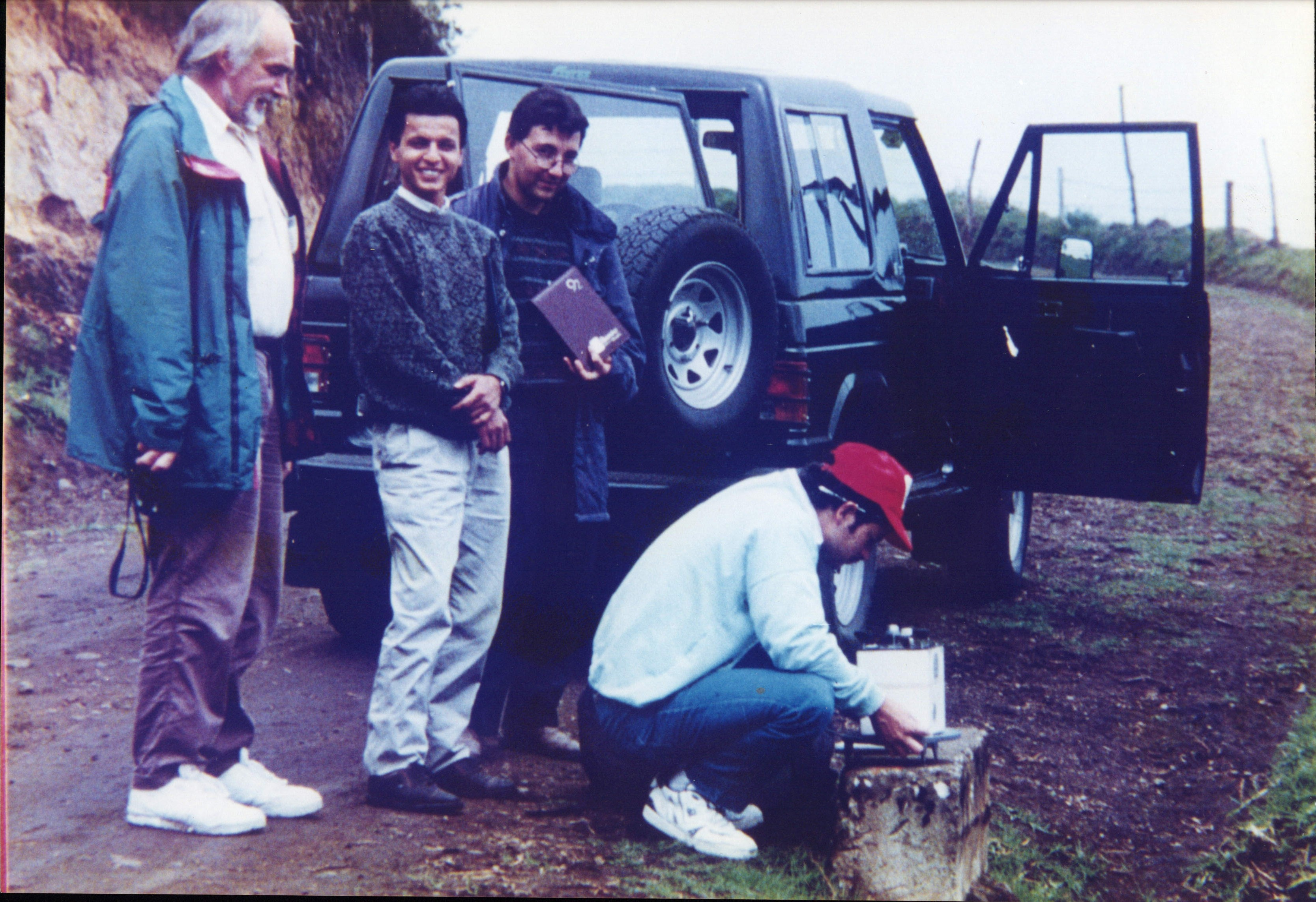
Brown und Fernando Cuenca (links) mit Kollegen während der Vorbereitung der Forschungsarbeiten am Galeras am 14. Januar 1993. Wenige Stunden später kamen beide, vier weitere Wissenschaftler und drei Touristen beim Ausbruch des Vulkans ums Leben.

Geoffrey Charles Brown (* 11. März 1945 in Yorkshire; † 14. Januar 1993 am Galeras) war ein britischer Geologe und Vulkanologe. Er befasste sich hauptsächlich mit der Evaluation geothermischer Potentiale und gilt als Pionier auf dem Gebiet gravimetrischer Vulkanüberwachung. Zusammen mit mehreren Kollegen starb er bei einer unerwarteten Eruption des Galeras im Südwesten Kolumbiens.

## Leben

### Privatleben, Ausbildung und Erinnerung
Als Brown vier Jahre alt war, starb sein 44-jähriger Vater, der als Chemielehrer gearbeitet hatte, an einem Herzinfarkt. Seine Mutter zog Geoff fortan alleine groß. Sie betrieb zunächst eine Pension, gab dann Klavierunterricht und wurde schließlich Lehrerin und Schulleiterin an einer Grundschule. Geoff Brown zog zunächst in Erwägung, Pfarrer zu werden, entschied sich aber dann für ein Studium der Geologie, die ihn bereits früh fasziniert hatte. Er immatrikulierte sich an der University of Manchester, wo er 1966 seinen B.Sc. und 1970 seinen Ph.D. erlangte.
Geoff Brown hinterließ seine Ehefrau Evelyn (geb. Petzing) sowie die drei gemeinsamen erwachsenen Töchter Miriam, Ruth und Iona. Evelyn und er hatten sich während des Studiums kennengelernt und 1966 geheiratet. Sie war ebenfalls als Geologin tätig, gehörte zum Lehrkörper der Open University in Nottingham und gab zwischen 1987 und 1989 mit Teaching Earth Sciences das Magazin der Earth Science Teachers’ Association heraus.
In Gedenken an Brown und seine herausragenden wissenschaftlichen Errungenschaften rief die Open University Geological Society den „Geoff Brown Memorial Fund“ ins Leben, dessen Gelder den Kauf von Equipment ermöglichen sollen, mit dessen Hilfe lokale Anwohner von Vulkanen eigenständig deren Aktivitäten überwachen und messen können – um Ausbrüche besser vorhersagen und die Gefahr für die Bevölkerung minimieren zu können. Auf der jährlichen Konferenz der Volcanic and Magmatic Studies Group – einer gemeinsamen „special interest group“ der Mineralogical Society of Great Britain and Ireland und der Geological Society of London – wird ebenfalls in Erinnerung an den bei Ausübung seines Berufes verstorbenen Vulkanologen der „Geoff Brown Prize“ an die beste mediengestützte Präsentation eines Studenten vergeben.

### Wissenschaftliche Karriere
Von 1971 bis 1977 war Brown als Dozent für Geophysik an der University of Liverpool tätig. Bereits 1973 begann er, als Teilzeit-Lehrender auch an der Open University zu arbeiten, 1977 wechselte er dann als Dozent für Geowissenschaften an diese hauptsächlich Fernstudenten betreuende Institution in Milton Keynes. Zwischen 1982 und 1992 war Brown vollwertiger Professor und leitete darüber hinaus ab 1983 als Direktor das Department of Earth Sciences an der Open University. Zudem amtierte er 1983/1984 als Präsident der Open University Geological Society und stand seit 1989 dem Research Committee der Universität vor, das die Vergabe der Forschungsgelder koordinierte.
Lag Browns Forschungsschwerpunkt zunächst auf experimentellen Studien zu Graniten, erweiterte er ab den 1980er Jahren sein Interessengebiet in Richtung Geothermie und Gravimetrie und wandte sich auch dem Studium aktiver Vulkane zu. Zusammen mit Hazel Rymer und anderen Kollegen entwickelte er neue Methoden des Mikrogravitation-Monitoring, mit denen unterirdische Magmabewegungen verdeutlicht werden können. Auf diesem Gebiet leistete er international beachtete und anerkannte Pionierarbeit.
Geoff Brown war ein sehr produktiver Forscher. Er publizierte über 70 wissenschaftliche Artikel, betreute zwölf Ph.D.-Studenten, verfasste mehrere Grundlagentexte für das Geologiestudium und hielt regelmäßig Vorträge auf Fachtagungen (etwa im September 1990 über Geothermie auf einer Konferenz der Earth Science Teachers’ Association in Egham). Kollegen würdigten zudem seine Lehrmethoden, sein Engagement und seine didaktischen Fähigkeiten und hoben hervor, dass er es auf unnachahmliche Weise verstand, seine Studenten zu begeistern. Sein Verständnis von Lehre reichte über reine Vorlesungen und Seminare hinaus. So trat er beispielsweise auch oft im universitätseigenen Fernsehprogramm OU TV auf und auch die BBC-Wissenschaftsserie Horizon befasste sich 1986 in der Episode The magma chamber mit seiner Arbeit. Brown besaß ein profundes Verständnis des universitären Tagesgeschäfts und der administrativen Strukturen – insbesondere in Bezug auf das außergewöhnliche Finanzierungskonzept der Open University – und warb sehr erfolgreich Drittmittel ein. Maßgeblich seinen Anstrengungen war es zu verdanken, dass – gestiftet von der Wolfson Foundation – auf dem Campus ein ausschließlich der Forschung gewidmeter neuer Labor-Flügel errichtet werden konnte, der Anfang Februar 1993 eingeweiht wurde.

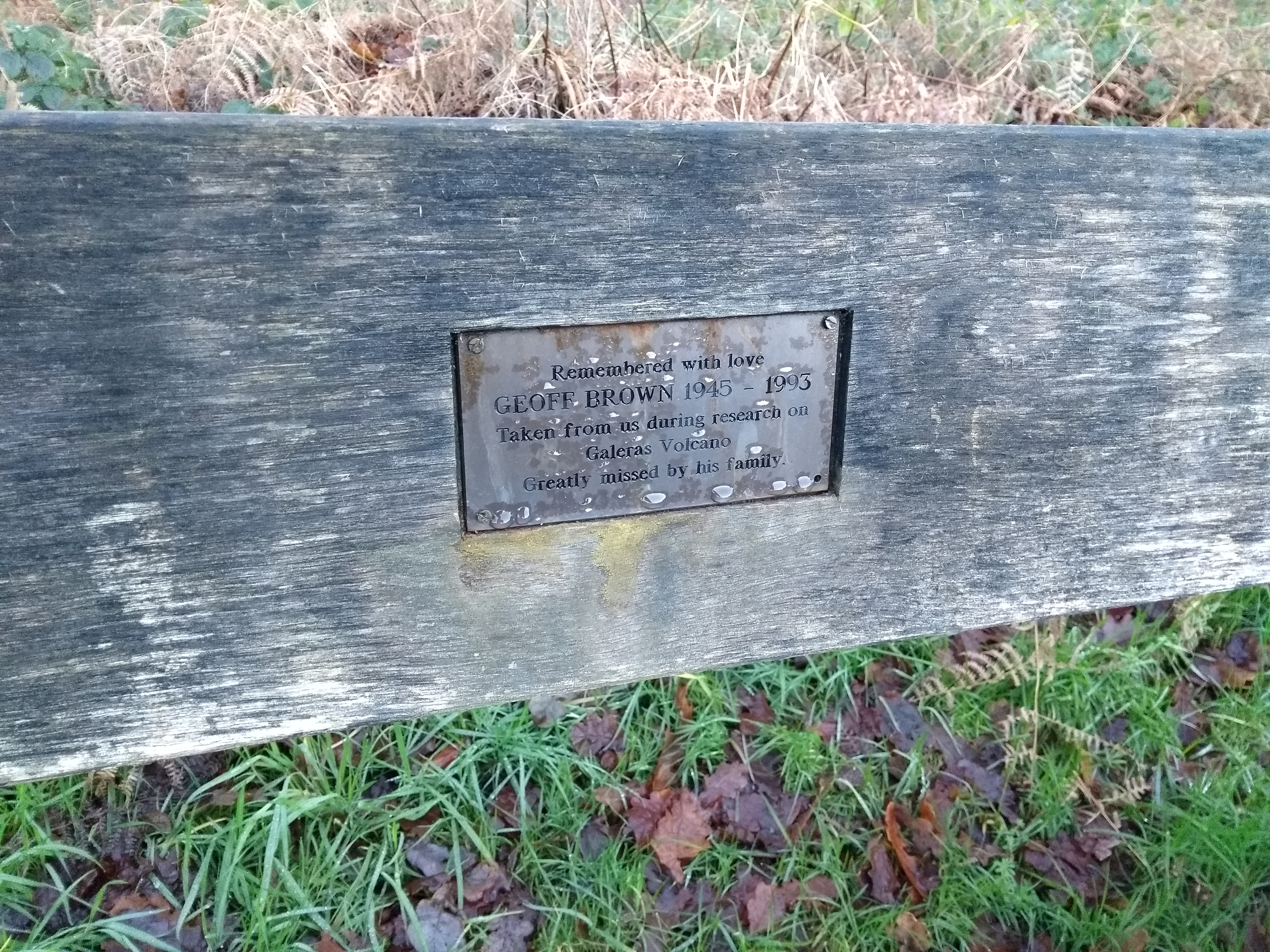
Sitzbank mit einer Erinnerungsplakette an Geoff Brown in Beacon Hill, Charnwood, Leicestershire, England.

Diesem Termin konnte Brown selbst jedoch nicht mehr beiwohnen. Im Januar 1993 nahm er an einer einwöchigen IAVCEI-Konferenz im kolumbianischen Pasto teil. Ziel war es, geochemische und geophysikalische Überwachungsprogramme für den nahen Vulkan Galeras zu entwickeln. Dieser zeigte zwar seit 1988 Aktivität, hatte sich die vorherigen sechs Monate jedoch stabil ruhig präsentiert. Im Rahmen der Tagung brach ein internationales Team mehrerer Wissenschaftler und interessierter Laien zum Krater auf; es war Browns erster Besuch an diesem Berg. Die Forscher teilten sich in mehrere Gruppen auf, Brown sammelte zusammen mit dem jungen einheimischen Vulkanologen Fernando Cuenca sowie dem Bauingenieur Carlos Trujillo in der Gipfelregion und am Kraterrand Proben und installierte Messgeräte. Gegen 13:30 Uhr wurde er ein letztes Mal lebend gesehen, als er einen höheren Grat erklomm und im Nebel verschwand. Kurz darauf kam es ohne Vorwarnung zu einer kleinen, lediglich knapp 15 Minuten andauernden, aber äußerst heftigen Eruption. Geoff Brown kam dabei zusammen mit fünf anderen Forschern (Cuenca, Trujillo, Igor Menjailow, Néstor García und José Arlés Zapata) sowie drei Touristen ums Leben. Sein Leichnam wurde nie gefunden.

## Publikationen (Auswahl)
- C. Brown, A. Mussett: The inaccessible earth. An integrated view of its structure and composition. London 1981.
- C. Brown, R. Thorpe: The field description of igneous rocks. London 1985.
- C. Brown, E. Skipsey: Energy resources – geology, supply and demand. Maidenhead 1986.
- C. Brown: Geothermal energy: location, exploration and potential. In: Teaching Earth Sciences. Vol. 16, Nr. 1, 1991, S. 6–11.
- C. Brown u. a.: Understanding the Earth – a new synthesis. Cambridge 1992.